# Ansitz Kasten

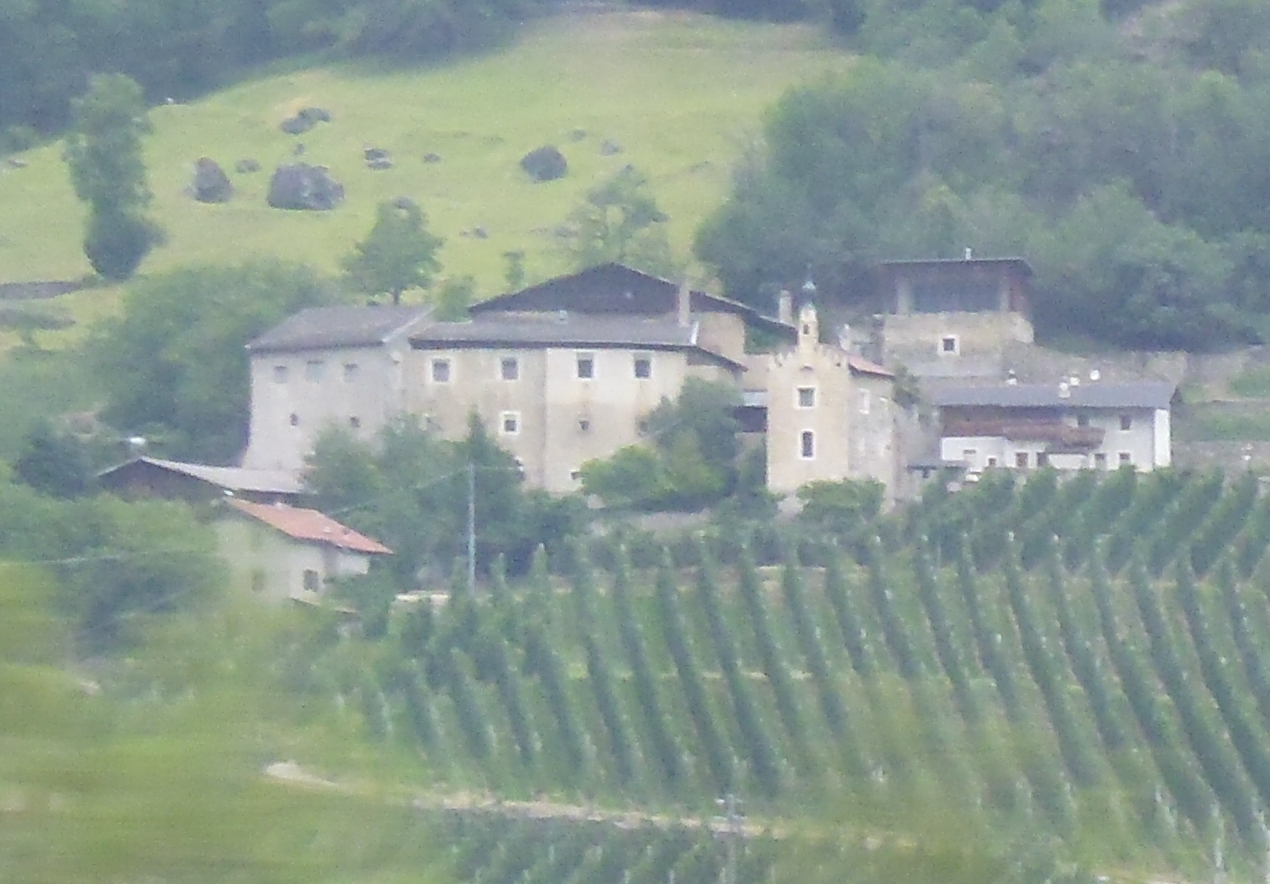
Ansitz Kasten

Der Ansitz Kasten ist ein geschütztes Baudenkmal oberhalb von Galsaun, einer Fraktion der Gemeinde Kastelbell-Taschars in Südtirol.

## Geschichte
Der Name stammt von einem Kornkasten, den die Herren von Schlandersberg für ihre Burg Hochgalsaun errichten ließen. Daraus entstand im Verlauf des 14. Jahrhunderts eine Art Vorburg mit einem Wohnturm und Wirtschaftsgebäuden, die zu einem herrschaftlichen Ansitz umgestaltet wurde. In der Anlage war auch ein eigenes Hausarchiv, das Archiv Kasten-Schlandersberg, mit umfangreichem Urkunden- und Aktenbestand vom späten 13. bis in das frühe 20. Jahrhundert untergebracht. Nach der Zerstörung der Burg Hochgalsaun nutzten die Brüder Kaspar und Sigismund von Schlandersberg ab 1423 das Anwesen als Hauptwohnsitz, mit der Option, bei Gefahren in die schwer einnehmbare Höhenburg Hochgalsaun zurückzukehren. 1477 urkundeten die Brüder Ulrich und Diepold von Schlandersberg auf dem Chasten. 1492 erfolgte die Weihe der Dreifaltigkeitskapelle. Als weitere Patrone werden Maria, die Heilige Anna und die 14 Nothelfer genannt. Das Geschlecht der Schlandersberger ist 1755 im Mannesstamm erloschen. Darauf fiel der Güterbesitz durch Einheirat 1771 an die Grafen von Hendl. 1864 erbte Franz von Ottenthal den Ansitz.